# Supinado

O supinado, ou supino com pegada fechada, é um exercício físico comumente utilizado para o treinamento do músculo tríceps, mas que também exige o trabalho do músculo peitoral maior e porção anterior do músculo deltóide. Tal exercício ainda recruta como auxiliares os músculos coracobraquial, serrátil anterior, peitoral menor, subescapular e ancôneo.

## Execução
Deitado em decúbito dorsal, sobre um banco, o praticante deve segurar a barra simetricamente a frente do tórax, com uma pegada não mais afastada que a distância entre os ombros e descê-la até próximo ao peito e depois elevá-la verticalmente.